# My Plague
My Plague е вторият сингъл на Слипнот от втория им албум, към голям лейбъл Iowa. Към песента My Plague има и видео, което се завърта по MTV. New Abuse ремикс на песента е включен в саундтрка на филма Заразно зло. Видеото съдържа кадри от концерт на групата в Лондон (където за пръв път е представен сингълът) и кадри от филма. Версията на песента в албума е различна от тази на клипа(като цяло е по-лека за да няма проблем при завъртането и по MTV). Сингълът привлича купувачите, защото съдържа рядко срещания клип на My Plague и единственото изпълнение на живо на песента Snap.

## Списък с песни
1. My Plague (New Abuse Mix)
2. Snap (на живо)
3. My Plague (видео)